# Тілопо чорногорлий
Тілопо чорногорлий (Ptilinopus leclancheri) — вид голубоподібних птахів родини голубових (Columbidae). Мешкає на Філіппінах і на Тайвані.

## Опис
Довжина птаха становить 27 см, довжина хвоста становить 8,5-9,2 см, довжина дзьоба становить 15-17 мм. Виду притаманний статевий диморфізм.
У самця голова білувата, потилиця і горло зеленувато-сірі. Спина і крила зелені, хвіст зеленувато-коричневий. Підборіддя чорне, груди сіруваті, відділені від живота широкою бурою смугою. Живіт сірувато-зелений, боки зелені. Нижні покривні пера хвоста темно-рудувато-коричневі. Очі червоні або оранжево-карі. Дзьоб яскравий, жовтий або оранжевий. Лапи яскраво-червоні.
У самиць голова, шия і груди світло-зелені. Обличчя світліше, дещо сірувате. Смуга, яка відділяє груди від живота, є не суцільною. Гузка світло-коричнева. Молоді птахи схожі на самиць, однак підборіддя у них бліде, пляма на ньому відсутня. У молодих самців смуга на грудях також відсутня.

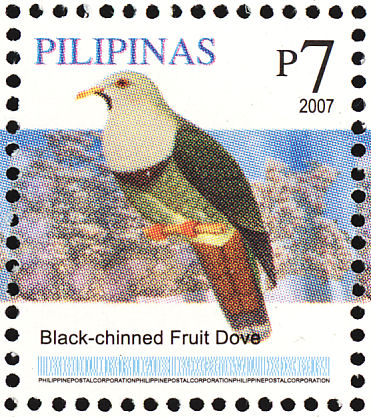
Поштова марка Філіппін із зображенням самця чорногорлого тілопо

## Підвиди
Виділяють чотири підвиди:
- P. l. taiwanus Ripley, 1962 — Тайвань;
- P. l. longialis (Manuel, 1936) — острів Ланьюй і острови Філіппін на північ від Лусону;
- P. l. leclancheri (Bonaparte, 1855) — Філіппіни за виключенням півночі і Палаванського архіпелагу;
- P. l. gironieri (Verreaux, J & Des Murs, 1862) — Палаван і сусідні острови.

## Поширення і екологія
Чорногорлі тілопо живуть у вологих рівнинних тропічних і субтропічних лісах. Зустрічаються на висоті до 700 м над рівнем моря. На Тайвані вид вважається рідкісним. Бродячі птахи спостерігалися на островах Яеяма (Японія).

## Поведінка
Чорногорлі тілопо живуть поодинці або парами, зграйки утворюють рідко. Ведуть прихований спосіб життя, живляться плодами, яких шукають на верхівках дерев, на землю спускаються рідко. Сезон розмноження триває з березня по червень. Гніздо являє собою платформу з хмизу, типову для голубів, яка розміщується на деревах, на висоті від 1,5 до 4,5 м над землею. В кладці одне яйце.